# Niederzerf

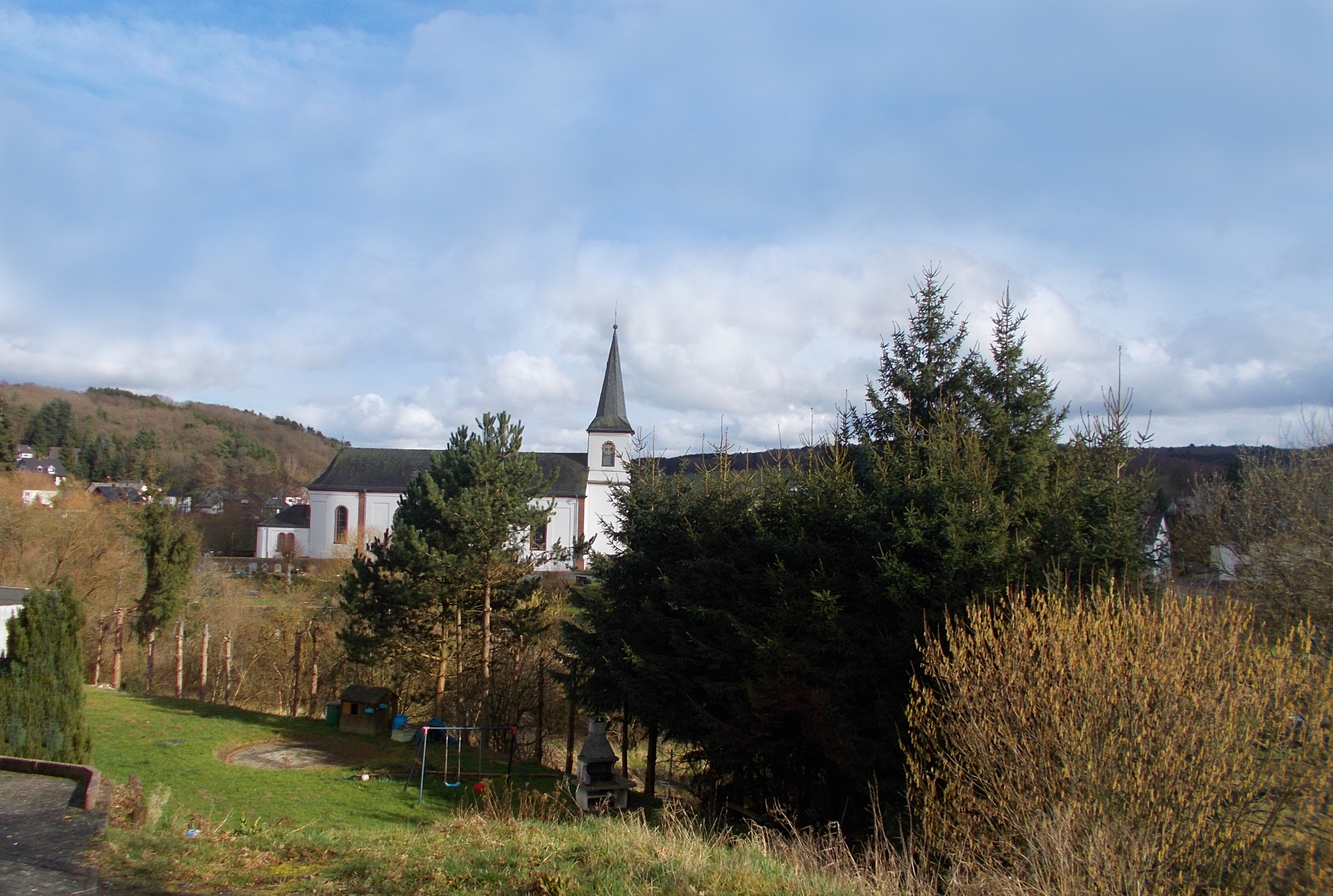
Blick auf St. Laurentius (2014)

Niederzerf ist ein Ortsteil der Ortsgemeinde Zerf im Landkreis Trier-Saarburg in Rheinland-Pfalz.
Der Ort liegt an der B 407 und an der Ruwer, einem rechten Nebenfluss der Mosel. In Niederzerf befindet sich der Großteil der Einrichtungen und gewerblichen Infrastruktur der Gemeinde Zerf.

## Sehenswürdigkeiten
In der Liste der Kulturdenkmäler in Zerf sind für Niederzerf drei Einzeldenkmäler und eine Denkmalzone aufgeführt:
- Katholische Pfarrkirche St. Laurentius, ein klassizistischer Saalbau mit Turmfassade, 1819/29; das zugehörige Pfarrhaus von 1750; Kapelle; Vorplatz; Kirchhof und Umgebung
- Wohnhaus, ein Mansardwalmdachbau aus dem frühen 18. Jahrhundert (Trierer Straße 12/13)
- klassizistisches Portal, bezeichnet 1821 (Trierer Straße, an Nr. 20)
- Denkmalzone Jüdischer Friedhof (Mühlenflur), eine kleine heckenumfriedete Anlage mit Grabsteinen aus dem frühen 20. Jahrhundert

## Persönlichkeiten
- Werner Urbanus (1899–1982), Oberregierungsrat und Landrat des Landkreises Ahrweiler